# ゲルシュテッテン
ゲルシュテッテンまたはゲアシュテッテン (ドイツ語: Gerstetten) は、ドイツ連邦共和国バーデン＝ヴュルテンベルク州ハイデンハイム郡に属す町村（以下、本項では便宜上「町」と記述する）である。この町はオストヴュルテンベルク地方に含まれる。

## 地理
ゲルシュテッテンはオストアルプ（シュヴェービシェ・アルプ東部）に位置している。ジュラ紀の海では広大な珊瑚礁であったビャクシンのハイデが特徴である。
ゲルシュテッテンは、バーデン＝ヴュルテンベルク州の都市権を持たない町村としては、シュヴァルツヴァルトのバイアースブロンに次いで2番目に広い町である。

### 自治体の構成
自治体ゲルシュテッテンは、デッティンゲン・アム・アルブーフ、ゲルシュテッテン、グッセンシュタット、ヘルデンフィンゲン、ホイヒリンゲン、ホイヒシュテッテン、ゾントベルゲンの各地区からなる。ゾントベルゲン以外はいずれもかつて独立した町村であったが、1970年代の地域再編に伴いゲルシュテッテンに合併した。オルツタイルの正式な表記は、町名の後にハイフンを付与して地区名を記述する。町域は5つの居住管区、すなわちデッティンゲン・アム・アルブーフ、ゲルシュテッテン。グッセンシュタット、ヘルデンフィンゲン、ホイヒリンゲン（ホイヒシュテッテンを含む）に分けられる。デッティンゲン・アム・アルブーフ、グッセンシュタット、ヘルデンフィンゲン、ホイヒリンゲンは、バーデン＝ヴュルテンベルク州自治体法で規定されるオルトシャフトであり、それぞれ地区議会と地区長を有している。
2021年12月31日現在の各地区の人口は以下の通り。
| 地区                             | 人口（人） |
| -------------------------------- | ---------- |
| ゲルシュテッテン                 | 6,372      |
| デッティンゲン・アム・アルブーフ | 1,930      |
| グッセンシュタット               | 1,359      |
| ヘルデンフィンゲン               | 990        |
| ホイヒリンゲン                   | 878        |
| ホイヒシュテッテン               | 110        |
| ゾントベルゲン                   | 48         |
| 合計                             | 11,687     |

### 土地利用
| 用途                 | 面積 (ha) | 占有率 (%) |
| -------------------- | --------- | ---------- |
| 森林                 | 2,546     | 27.5       |
| 農業用地             | 5,509     | 59.6       |
| 水域                 | 14        | 0.1        |
| レクリエーション用地 | 36        | 0.4        |
| 住宅地、空き地       | 283       | 3.1        |
| 工業・産業用地       | 133       | 1.4        |
| 交通用地             | 485       | 5.2        |
| その他               | 237       | 2.6        |
| 合計                 | 9,243     | 100.0      |

データは、バーデン＝ヴュルテンベルク州統計局の2023年現在の値による。

## 歴史

### 古代
ゲルシュテッテンは1986年に記録の初出1000年祭を祝った。この集落は、その地名からメロヴィング朝後期にまで遡ると推定されている。-stetten という接尾辞はこの時代に典型的なものである。ホイヒリンゲンやデッティンゲンなどの接尾辞である -ingen は、それよりもやや古い時代に成立したと考えられる。これらの集落名からそれぞれ、Gero、Huchilo、Detto という人物が集落の開墾者として示唆されるが、詳細は不明である。しかしこれまでにゲルシュテッテンからメロヴィング朝の出土品は見つかっていない。1850年頃に列状墓地から発見された出土品は失われてしまい、証拠にはなり得ない。303年頃に鋳造された硬貨が発見されたが、定住の確実な証拠とはいえない。ホイヒリンゲンとデッティンゲンは、確実にメロヴィング朝またはそれ以前にまで遡る。ホイヒリンゲン近郊にはアレマン人の初期集落跡があり、デッティンゲン近郊には列状墓地跡がある。この付近では新石器時代から定住がなされており、ローマ時代の出土品もいくつか見つかっている。

### 中世世紀から後期
中世のゲルシュテッテンは、帝国都市グミュントと同等の市場開催権を有していた。また農奴制はなかった。住民たちはリネン織りや塩の交易を営んでいた。経済的な関係は、特に帝国都市ウルムやアウクスブルクに及んだ。ゲルシュテッテンは1356年からハイデンハイムの支配下に置かれ、1504年にヴュルテンベルク公領となった。これ以後ゲルシュテッテンはヴュルテンベルクのアムト・ハイデンハイムに編入された。

### 近世
1536年にウルリヒ公によって宗教改革が行われた。三十年戦争では、1634年にネルトリンゲンの戦いで敗れた後、勝利した皇帝軍が進軍してきてゲルシュテッテンを焼き討ちした。18世紀にザルツブルクやフォアアールベルクからの福音主義難民が住み着いた。

### 19世紀
ヴュルテンベルク王国の新しい行政組織への変更後も、ゲルシュテッテンはオーバーアムト・ハイデンハイムに留まった。

### 20世紀
1908年に、ハイデンハイマー＝ウルマー・アルプ発電組合のディーゼル発電所がホイヒリンゲンに設立され、この地域での電力供給が可能となり、ミッテルシュヴェービシェ・ユーバーラントツェントラーレ（電力供給会社）が創設された。
ナチ時代、1938年4月25日のヴュルテンベルクの行政改革で、この町はハイデンハイム郡に編入された。第二次世界大戦後この町はアメリカ占領地域の一部となり、新設されたヴュルテンベルク＝バーデン州に属すこととなった。この州は1952年に現在のバーデン＝ヴュルテンベルク州に再編された。

### 町村合併
- 1971年4月1日: ヘルデンフィンゲン[11]
- 1971年7月1日: グッセンシュタット[11]
- 1972年4月1日: デッティンゲン・アム・アルブーフ[12]
- 1974年7月1日: ホイヒリンゲン[13]

## 住民

### 宗教
アルトヴュルテンベルクに属していた歴史的経緯から、住民の多くが福音主義を信仰している。

### 人口推移
各時点における町域内の人口（この町を主たる居住地とする人口）を以下に示す。数値は推定値、人口調査結果 (1)、バーデン＝ヴュルテンベルク州統計局の公的研究結果に基づく。
| 時点            | 人口（人） |
| --------------- | ---------- |
| 1871年12月01日1 | 6,168      |
| 1880年12月01日1 | 6,411      |
| 1890年12月01日1 | 6,130      |
| 1900年12月01日1 | 5,670      |
| 1910年12月01日1 | 5,851      |
| 1925年06月16日1 | 5,834      |
| 1933年06月16日1 | 5,736      |
| 1939年05月17日1 | 5,539      |
| 1950年09月13日1 | 7,931      |
| 1961年06月06日1 | 8,968      |

| 時点            | 人口（人） |
| --------------- | ---------- |
| 1970年05月27日1 | 9,981      |
| 1980年12月31日  | 10,058     |
| 1987年05月25日1 | 10,407     |
| 1990年12月31日  | 10,791     |
| 1995年12月31日  | 11,598     |
| 2000年12月31日  | 12,063     |
| 2005年12月31日  | 12,085     |
| 2010年12月31日  | 11,667     |
| 2015年12月31日  | 11,664     |
| 2020年12月31日  | 11,703     |

## 行政

### 議会
ゲルシュテッテンでは、町議会議員は Unechte Teilortswahl と呼ばれる選挙方式で選出される。この選挙方式では超過議席が生じるため、議席数は選挙結果ごとに異なる。2024年の選挙では25人の議員（2019年の選挙では26人であった）が選出された。議会はこれらの名誉職の議員と議長を務める町長で構成される。町長は議会における投票権を有している。

### 首長

ゲルシュテッテンの幟旗

1994年からローラント・ポラシェクが町長を務めている。2025年2月23日の選挙でマティアス・ハイスラーが 53.9 % の支持票を獲得して町長に就任することが決まっている。

### 紋章
図柄: 銀地（白地）。緑の三峰の山の上に上向きに飛ぶ赤いノスリ。
解説: 17世紀様式の市場町の印章にはオオムギ (ドイツ語: Gerste) の穂が3本描かれていた。1922年以後はこれに加えて、やはり地名にちなんで、投げ槍 (ドイツ語: Ger) が描かれた。1953年に緑-白の旗とともに授与された町の紋章にも、銀地に緑の葉と投げ槍が描かれていた。1971年から1974年に4つの町が合併したことにより、町はこの紋章を廃止した。新しい紋章は、三峰の山で尾根と乾燥した谷が混在する高地であることを表し、ノスリで多くの猛禽類が営巣している場所であることを表現している。紋章の配色は、ほとんどの地区で歴史上何らかの役割を果たしたヘルフェンシュタイン伯の紋章にちなんでいる。
現在の紋章は、1974年4月21日に内務大臣の認可を得た。

### 姉妹自治体
ゲルシュテッテンは、以下の町と姉妹自治体関係にある。
- セバザ（フランス語版、英語版）（フランス、ピュイ＝ド＝ドーム県）1992年6月27日
- ピリシュヴォロシュヴァール（ハンガリー語版、英語版）（ハンガリー、ペシュト県）1996年5月5日

### 姉妹協定協会
ヨーロッパにおけるゲルシュテッテンの姉妹自治体関係を奨励するために、2005年6月1日にゲルシュテッテン町役場の議会ホールで姉妹協定協会の設立集会が開催された。多くの住民の他にゲルシュテッテンのクラブの多くも姉妹協定協会に加盟している。この協会は設立以来フランツ・ネラートを会長としている。

## 経済と社会資本

### 交通
ゲルシュテッテンの北 5 km の場所をジューセン（連邦道10号線に接続）とハイデンハイム・アン・デア・ブレンツとを結ぶ連邦道466号線が通っている。この道路への接続には、アーレンからゲルシュテッテンを経由してウルムに通じる州道1165号線を利用する。州道1164号線は、ガイスリンゲン・アン・デア・シュタイゲから来て町内全域を通って、ヘルブレヒティンゲンやハイデンハイムに至る。連邦アウトバーン7号線（ニーダーシュトッツィンゲン・インターチェンジ）からゲルシュテッテンまでは約15分、連邦アウトバーン8号線（メルクリンゲン・インターチェンジまたはウルム西インターチェンジ）からは約25分で到着できる。
バス路線75号線がゲルシュテッテンおよびグッセンシュタットとハイデンハイムとを結んでおり、70号線はゲルシュテッテンからヘルデンフィンゲン、ホイヒリンゲン、デッティンゲンを経由してハイデンハイムまで運行している（ハイデンハイム運賃連盟）。585号線（ドナウ＝イラー近郊交通連盟）を利用したウルムへの移動は便数が制限される。定期的に旅客運行している最寄りの駅は、ハイデンハイム（アーレン - ウルム線）とガイスリンゲン・アン・デア・シュタイゲ（フィルスタール鉄道シュトゥットガルト - ウルム線）である。ただし、ゲルシュテッテンからガイスリンゲンへ公共交通機関で行くにはかなり遠回りしなければならない。
運行可能な歴史的な路線アムシュテッテン - ゲルシュテッテン線は、保存鉄道と貨物輸送に利用されており、鉄道の経済的骨格を形成している。
町の 12 km 東にゲルシュテッテン航空スポーツクラブ e.V. が特別離着陸場に区分される飛行場を運営している。

### 地元企業
自動車産業の下請け企業やその他の中小企業がゲルシュテッテンの経済状況を形成している。

### 教育
ゲルシュテッテン中心地区には、実科学校の他に基礎課程・本課程・実科学校と養護学校もある。デッティンゲン、グッセンシュタット、ヘルデンフィンゲンにそれぞれ基礎課程学校がある。

### スポーツ
地元で最も大きな多種目スポーツクラブが、5つのスポーツ部門を有する VfL ゲルシュテッテン e.V. である。そのサッカー部門は、世紀の変わり目前には長らくランデスリーガでプレイしていが、その後はクライスリーガやベツィルクスリーガに参加している。約600人の会員を擁する SV ヘルデンフィンゲンも長年ベツィルクスリーガやランデスリーガでプレイしていた。1999年にクライスリーガAに降格した後RSVホイヒリンゲンとともに合同チームシュピールゲマインデ（SG）ヘルデンフィンゲン/ホイヒリンゲンを形成した。その後ベツィルクスリーガに再昇格した。SG ヘルデンフィンゲン/ホイヒリンゲンの他、VfL ゲルシュテッテン、TSV グッセンシュタットおよび隣接するアルプ＝ドナウ郡の TSV アルトハイム/アルプとの間で、ゲルシュテッテン・アルプ杯を開催している。

### 遊歩道
ゲルシュテッテン周辺には、森を抜け、野原を通る大変に変化に富んだ遊歩道が数多く整備されている。一部はアスファルト、一部は砂利道、一部は草原の小径もある。これらの遊歩道は夏には裸足でも問題なく歩くことができる。アルプシェーファーヴェークは、かつてシュヴェービシェ・アルプの羊飼いが放牧のために歩いた道をたどる遊歩道である。

## 文化と見どころ

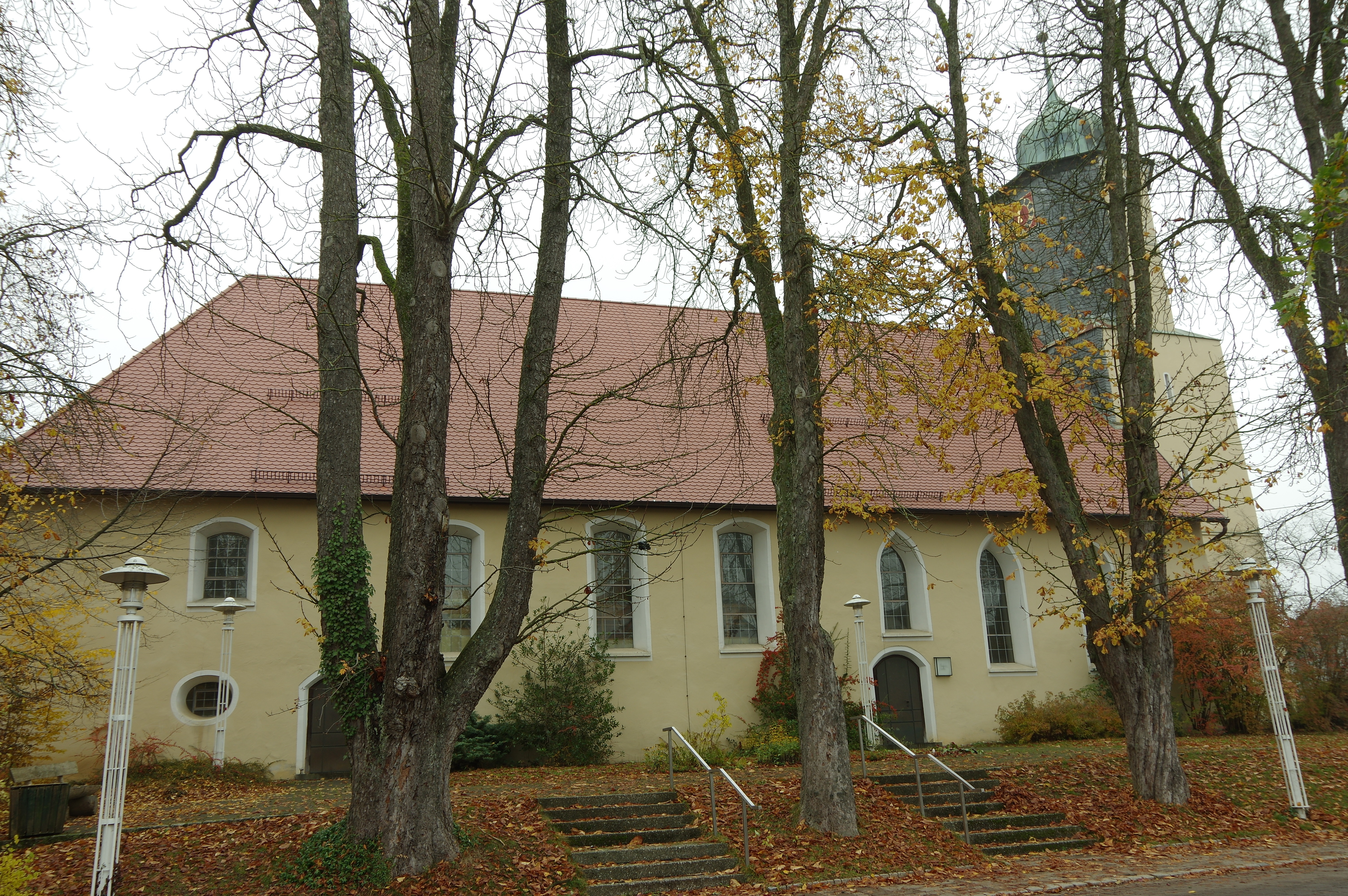
ニコラウス教会

### 教会
福音主義ニコラウス教会はこの町で最も古い教会である。その最も古い部分は1150年以前にまで遡る。2番目の教会である福音主義ミヒャエルス教会は、1774年に建設された。16世紀末の使徒像は、かつてウルム大聖堂のオルガン階にあったものである。カトリックの聖ペトルスおよびパウルス教会は、1958年に建設された。ゾントベルゲン地区には小さな福音主義ヤーコブス教会がある。この教会は1356年に最初の記録が遺る。2004年にジーガー・ケーダーによりステンドグラスの窓が設置された。

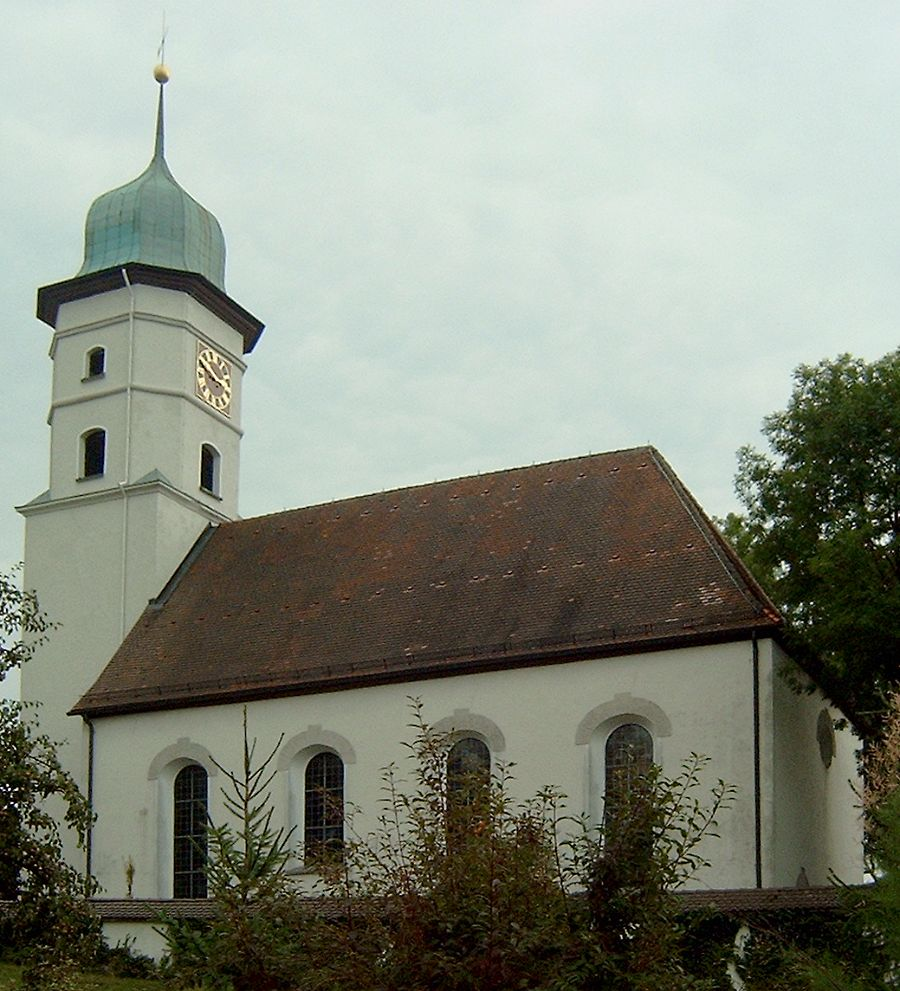
ミヒャエルス教会
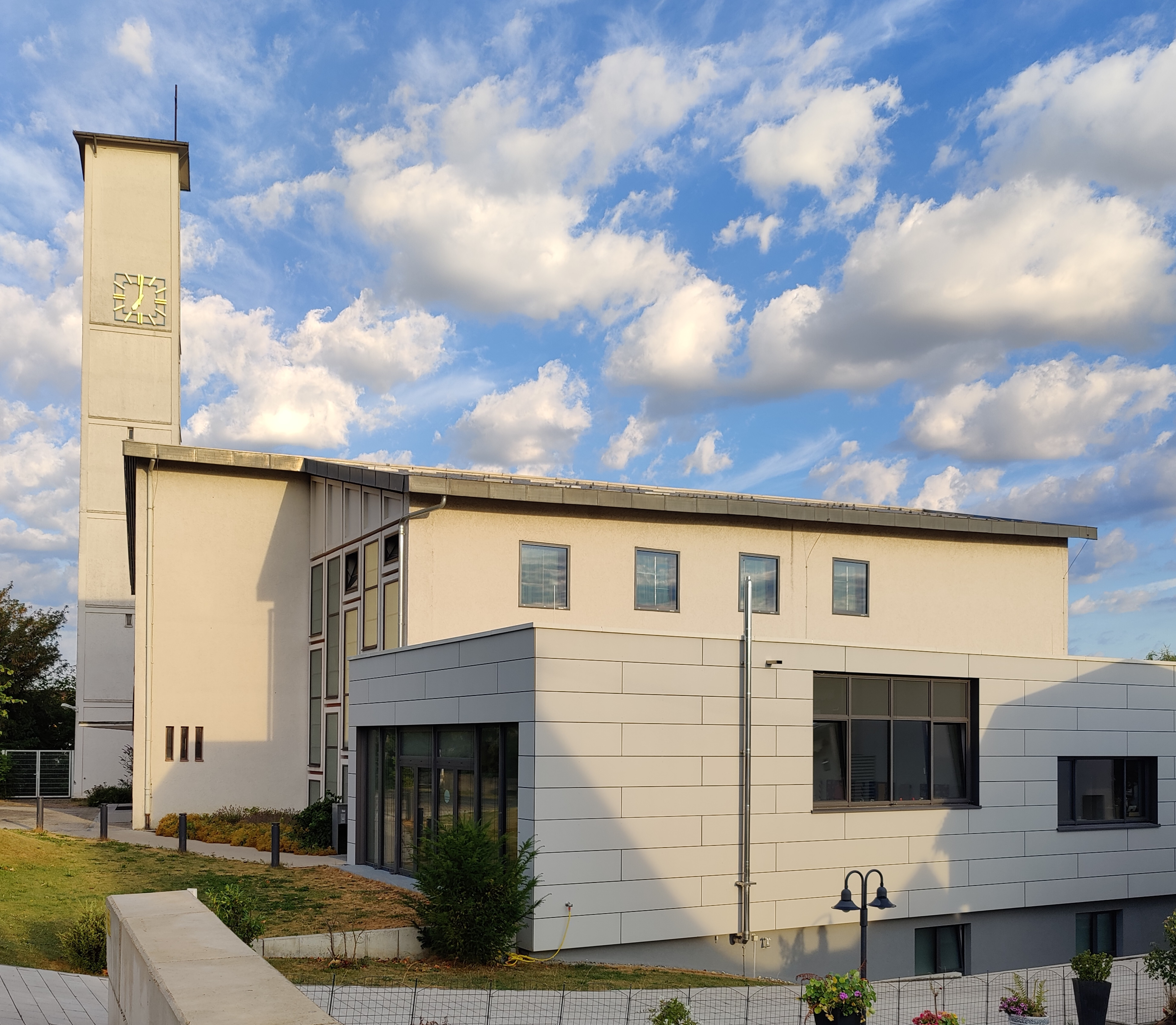
聖ペトルスおよびパウルス教会
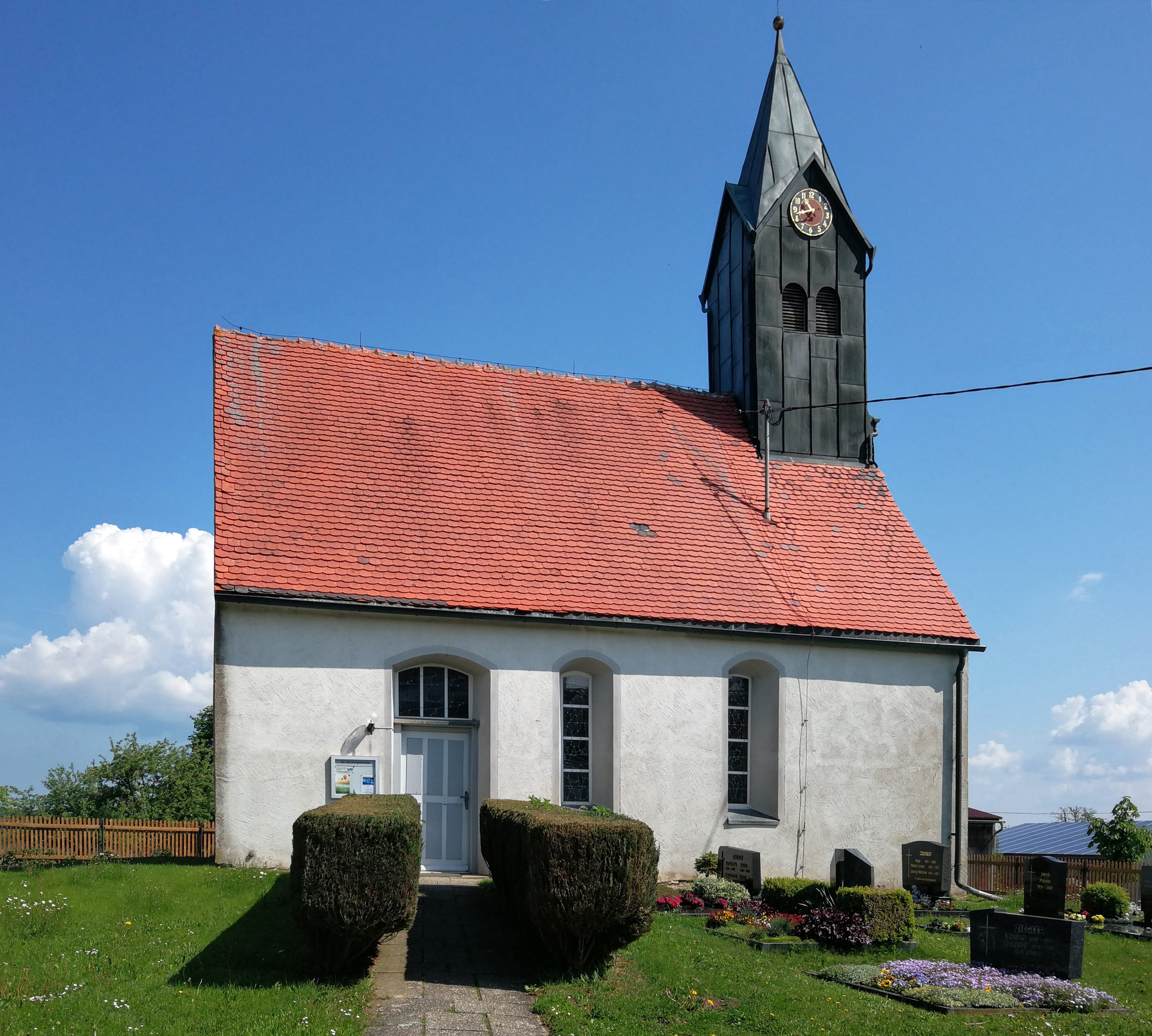
ゾントベルゲン地区のヤーコブス教会

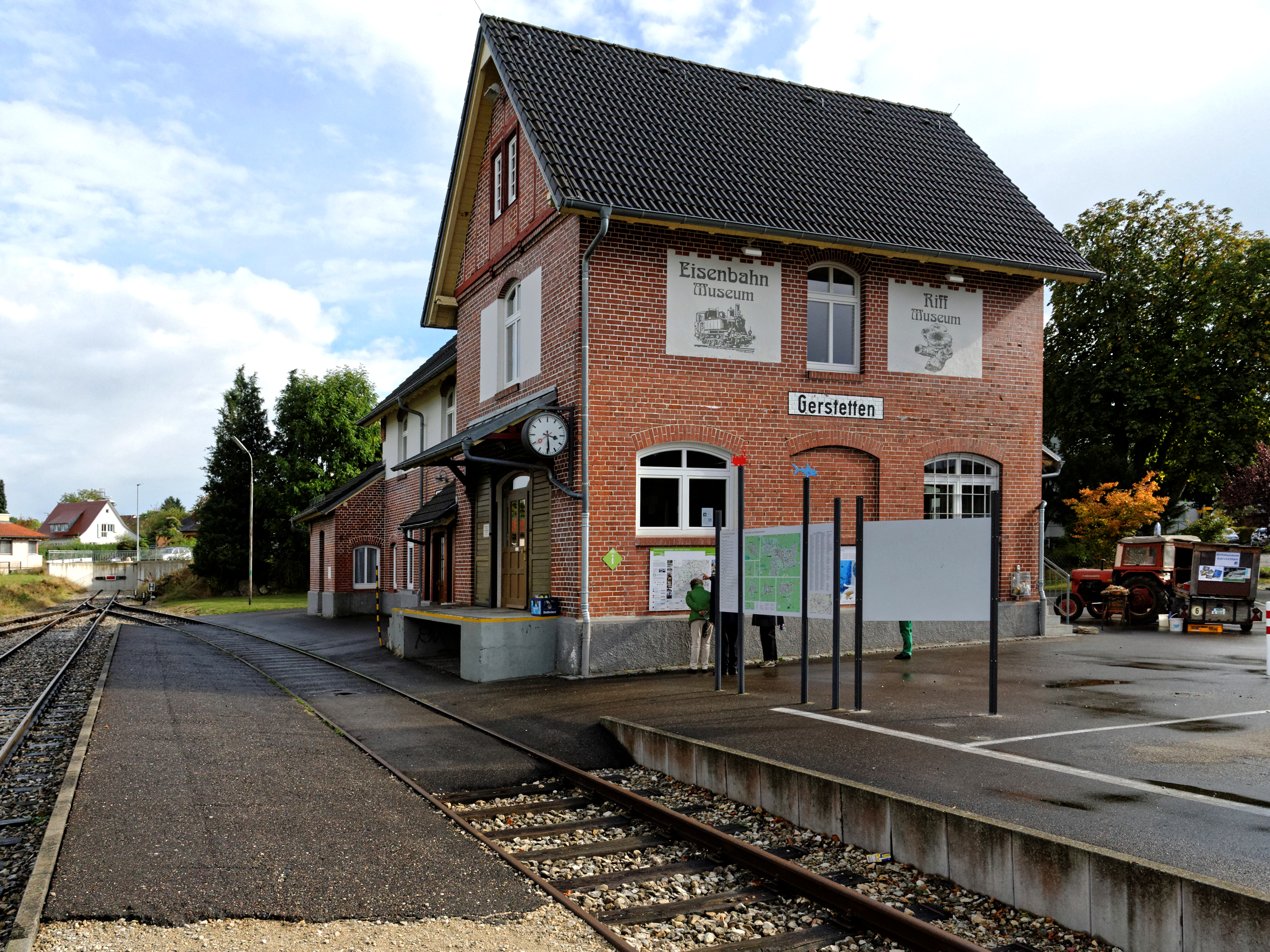
ゲルシュテッテン駅

### 博物館
グッセンシュタット地区には、Museum im Ursula-Stift und Schmiede am Stift（直訳: ウルズラ会とその鍛冶屋の博物館）がある。この博物館は1911年にゲオルク・ティーラー（2巻からなるグッセンシュタット地誌の著者）によって、兄弟であるヴァーレンティーン・ティーラーが建設した公民館に設けられた。
ゲルシュテッテン駅（保存鉄道「アムシュテッテン - ゲルシュテッテン線」の終着駅である）には、鉄道博物館と、2004年からUNESCOジオパーク・シュヴェービシェ・アルプのインフォメーションポイントとなっているリーフ博物館が入居している。リーフ博物館はジュラ紀の珊瑚礁から出土した化石、珊瑚、海綿を展示している。ゲルシュテッテンとアムシュテッテンとの間、約 20 km の古い支線は2006年に100周年を祝った。駅は1997年からUEFローカル鉄道アムシュテッテン-ゲルシュテッテン協会 e.V.（ウルム鉄道愛好会の一部門）によって運営されている。鉄道車両やすべての路線がこの協会の所有である。

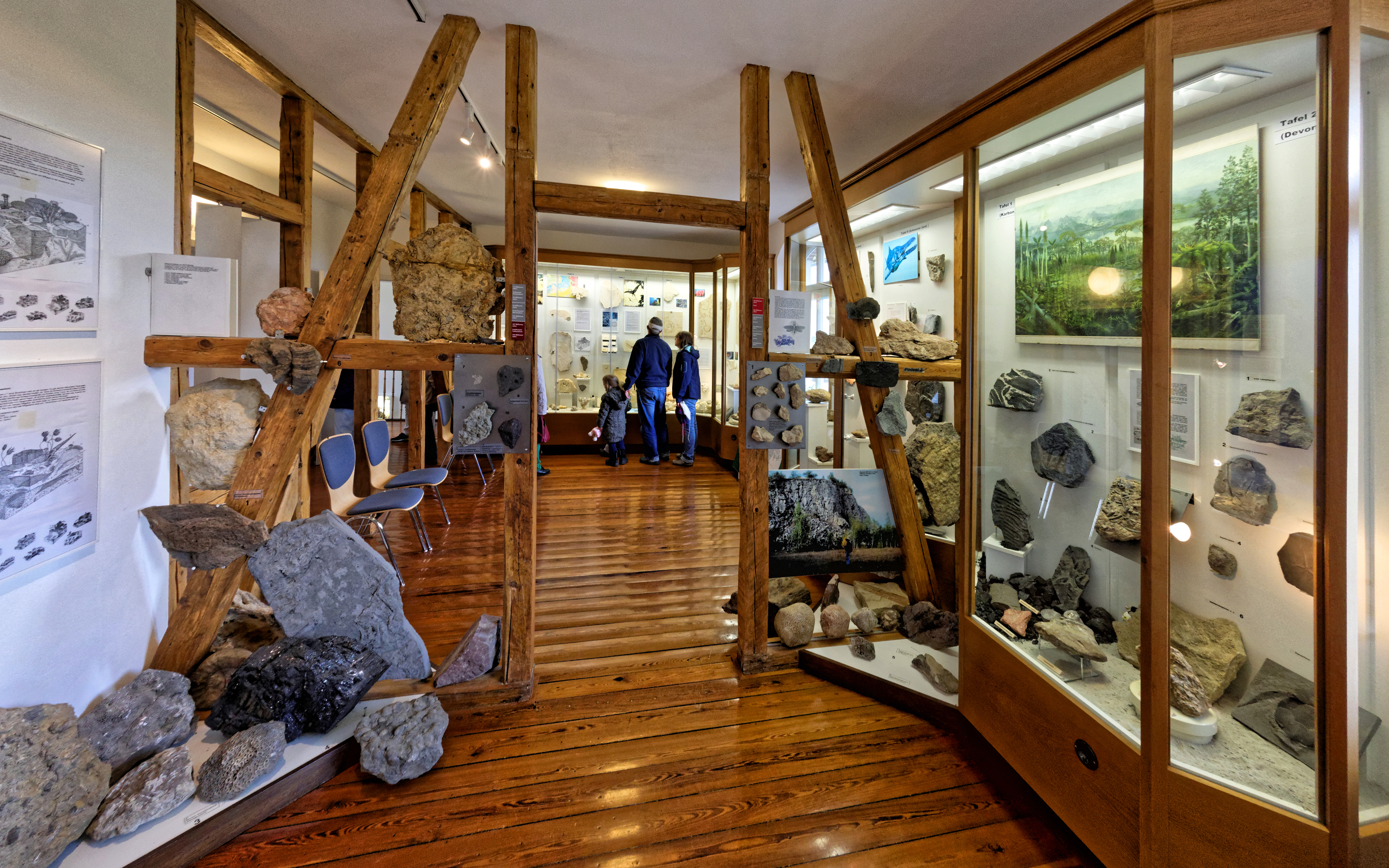
リーフ博物館の展示スペース

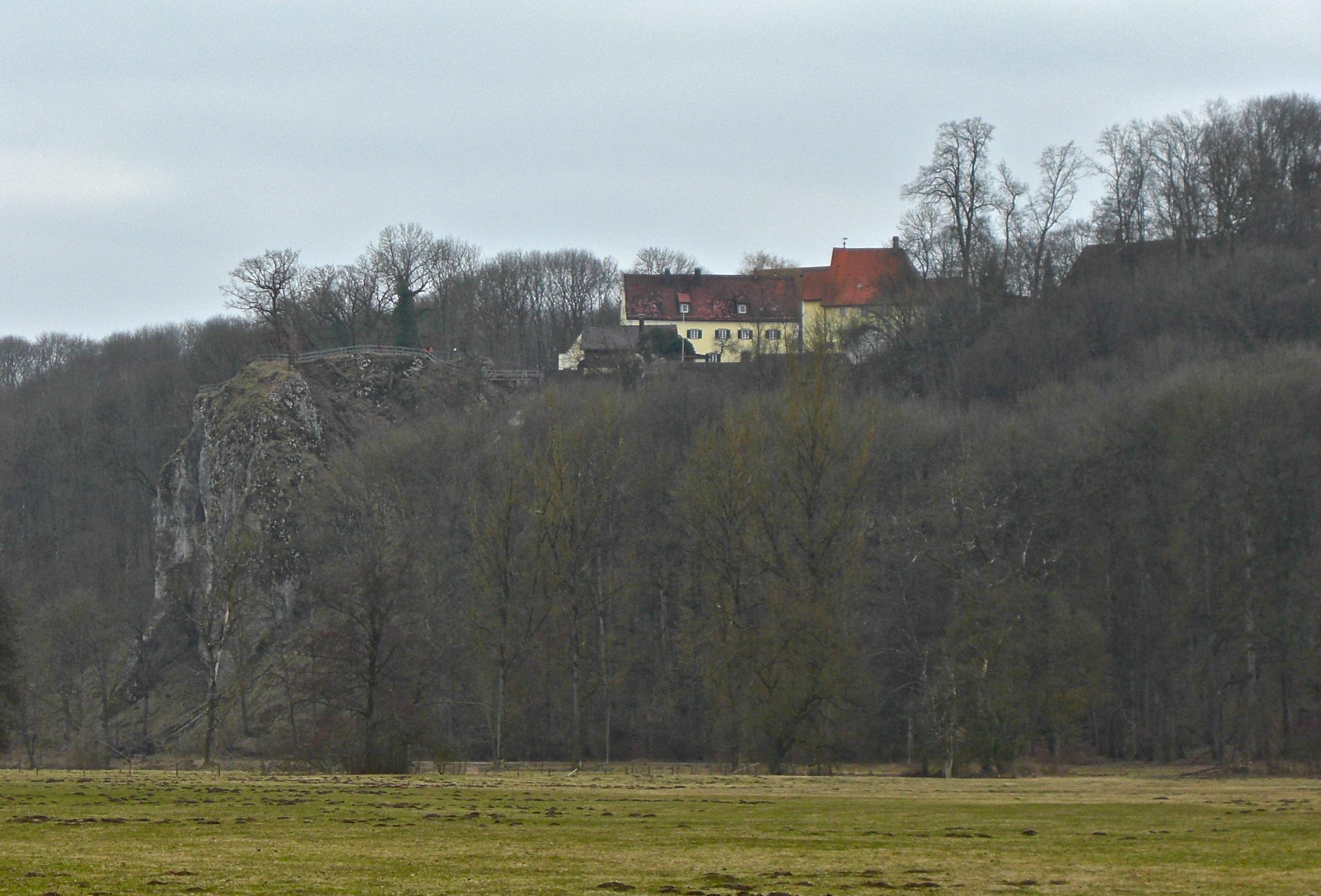
ファルケンシュタイン城趾。画面向かって右寄りの建物は前城、向かって左寄りの崖の上に本丸があった。

### 建築
- デッティンゲン地区のファルケンシュタイン城趾
- ゲルシュテッテン水道塔: 1982/83年に建造された高さ 40.57 m の塔で、ハイデンハイマー・アルプ地方で最も目立つ建物の1つである。

### フンガーブルネンタール
ヘルデンフィンゲン近郊フンガーブルネンタールの、いわゆるフンガーブルネンは、稀にしか水の出ないカルスト泉である。言い伝えでは、この泉が泡立つと良くないことが起こるとされる。ヘルデンフィンゲンのフンガーブルネンは2019年からUNESCOジオパーク・シュヴェービシェ・アルプのジオポイントに指定されている。フンガーブルネンタールは長らくどの市町村にも地区にも属さないフライプラッツと呼ばれていた。この地は、かつて犯罪者が住み、ウルム市議会が禁止するまで多くの市や祭が開催される場所であったことが、現在でも知られている。

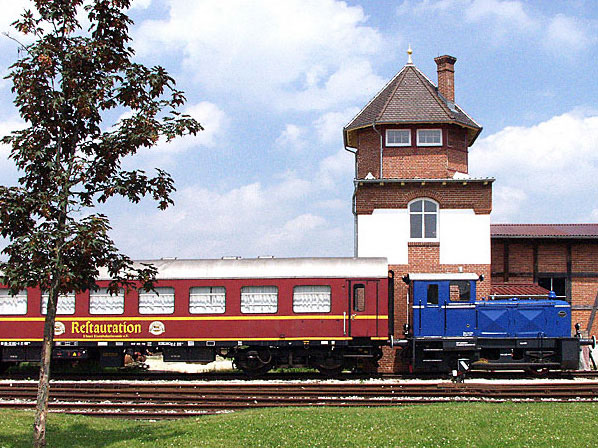
ゲルシュテッテン駅と保存鉄道

### 年中行事
- ヘルデンフィンゲン近郊のフンガーブルネンタールで、毎年棕櫚の日曜日にブレツゲンマルクトが開催される。この食料品市は1533年からウルムの議会記録に記述されている。ブレツゲンマルクトへの車での来場は禁止されている。車を駐車場に駐めてから約20分歩くか、アルトハイム (アルプ)（ドイツ語版、英語版）やホイヒリンゲンからのシャトルバスを利用する。
- ゲルシュテッテンとアムシュテッテンとの間、鉄道アムシュテッテン - ゲルシュテッテン線を利用して、ウルム鉄道愛好会が1997年から歴史的車両を用いた保存鉄道のノスタルジックな運行を行っている。たとえば1921年に製造された蒸気機関車や1956年に製造された機関車が運行している。
- 夏休み後最初の週末にアルプ＝ドラーヒェンフェストが開催される。この祭は、ゲルシュテッテン飛行クラブがハイデンハイマー・アルプフライヤーの支援を得て、1995年から開催されている。
- 4年ごとにアルトハイマー・シュタイゲのグラウンドで、アルプ杯が開催される。これは、VfLゲルシュテッテン、SGヘルデンフィンゲン/ホイヒリンゲン、TSVグッセンシュタットとTSVアルトハイム/アルプによって Punktrunde 開始前の週末（通常は7月の最終週末）に開催される。主催は持ち回りである。

## 人物

### 出身者
- ゴットロープ・ベルガー（1896年 - 1975年）軍人。親衛隊大将および武装親衛隊大将。
- ハインリヒ・ロート（1906年 - 1983年）心理学者、教育学者。

## 関連図書
- Christoph Friedrich von Stälin, ed (1844). “Gemeinde Gerstetten”. Beschreibung des Oberamts Heidenheim. Die Württembergischen Oberamtsbeschreibungen 1824–1886. Band 19. Stuttgart / Tübingen: Cotta’sche Verlagsbuchhandlung. pp. 177–183
- “Gerstetten”. Der Landkreis Heidenheim. Band 1. Stuttgart: Thorbecke. (1999). ISBN 978-3-7995-1358-6
- Gemeinde Gerstetten, ed (1993). 850 Jahre Heuchlingen. 1143–1993. Gerstetten
- Ernst Guther (1973). Gemeinde Gerstetten. ed. 425 Jahre Schule in Gerstetten. Die Entwicklung des württembergischen Volksschulwesens. Aufgezeigt am Beispiel der Gemeinde Gerstetten und ihrer engeren Umgebung. Gerstetten
- Ernst Guther (1984). Gemeinde Gerstetten. ed. Gerstetten und seine Nachbarn im Wandel der Zeit. Gerstetten（1983年の州郷土研究賞受賞）